# Synagoga w Ta’ Xbiex
Synagoga w Ta' Xbiex – synagoga znajdująca się w miejscowości Ta' Xbiex, na Malcie. Jest głównym i jedynym domem modlitwy Gminy Żydowskiej na Malcie.
Synagoga powstała w zaadaptowanym na jej potrzeby lokalu mieszkalnym. Remont pomieszczeń i ich przystosowanie sfinansowana została przez prywatnych ofiarodawców z Wielkiej Brytanii oraz Stanów Zjednoczonych. Jej uroczyste otwarcie, jak i mieszczącego się obok Centrum Kultury Żydowskiej, nastąpiło w styczniu 2000 roku. Nabożeństwa odbywają się regularnie we wszystkie szabaty oraz święta.